# Херой (подводная лодка)
П-821 «Херой» (хорв. P-821 Heroj) — югославская подводная лодка типа «Херой».

## История
Построена на предприятии «Бродоградилиште специjаљних обjеката» в Сплит город Сплите в 1968 году. Несла службу в военно-морском флоте СФРЮ. После распада СФРЮ была переведена в Черногорию, где несла службу в составе флота Сербии и Черногории. В 1990 году была исключена из флота, после чего её отреставрировали и отправили в Музей морского наследия (Тиват, Черногория).